# Live from Radio City Music Hall (álbum de Liza Minnelli)
Live from Radio City Music Hall é um álbum ao vivo da cantora e atriz estadunidense Liza Minnelli, de 1992. O lançamento ocorreu sob o selo da Columbia Records, tanto em áudio, quanto como um álbum de vídeo. 

## O show
No período entre 1991 e 1996, Liza Minnelli empreendeu turnês de forma contínua, sendo notável sua temporada de shows no Radio City Music Hall de Nova York. A produção intitulada Liza Stepping Out at Radio City ocorreu entre 23 de abril e 12 de maio de 1991, seguida por uma turnê mundial e um segundo retorno ao icônico cinema e espaço de concertos, de 24 de janeiro a 2 de fevereiro de 1992.
O concerto no Radio City Music Hall é dividido em duas partes distintas. Minnelli aparece sozinha no Ato 1 cantando faixas como: "Some People" de "Gypsy", "Old Friend" de Stephen Sondheim e "Living Alone and Like It", de Kander e Ebb, "Sorry I Asked" e "Sara Lee", além de "Quiet Love" de Charles Aznavour. No segundo Ato, ela é acompanhada no palco por 12 mulheres cantoras e dançarinas que sobem da plateia. Minnelli e suas "divas demoníacas" realizam um medley de canções "masculinas", uma homenagem a Bob Fosse e sua música "Theme from New York, New York" de Kander e Ebb.
Sobre a seleção de canções da set list, Minnelli disse que as escolheu porque elas contam uma história. "Para mim, sempre é sobre o que (uma música) diz e sobre o que ela representa, tanto pessoalmente para mim quanto para as mulheres", disse ela, dando um gole em seu café gelado." (As mulheres) têm muito em mente e tentei encontrar músicas que reflitam isso".

## Gravação
O espetáculo se tornou o mais comercialmente bem-sucedido no Radio City não apenas em 1991, mas ao longo dos últimos cinquenta e nove anos, sendo reconhecido pela revista Billboard como a atração de palco/engajamento ao vivo de maior arrecadação do ano nos Estados Unidos, superando até mesmo os Rolling Stones.
Com o excelente retorno da série de shows , a Columbia Records resolveu registrar algumas das apresentações de Minnelli a fim de lança-las no que seria o seu sexto álbum ao vivo de sua carreira. Ao mesmo tempo, o show completo foi dirigido para a televisão por Louis J. Horvitz e foi lançado como um especial da PBS. O especial de televisão que o acompanhou foi indicado para um total de seis prêmios Emmy, incluindo a impressionante performance individual de Minnelli.

## Divulgação
A divulgação do projeto fonográfico, incluiu um evento na loja Sam Goody na Rockefeller Plaza, transmitido ao vivo pela TeleConcerts do evento da loja para os jumbotron da Times Square.

## Recepção crítica
| Críticas profissionais | Críticas profissionais |
| Avaliações da crítica  | Avaliações da crítica  |
| Fonte                  | Avaliação              |
| ---------------------- | ---------------------- |
| AllMusic               | [ 6 ]                  |
| People                 | Desfavorável           |
| Entertainment Weekly   | A                      |

A recepção dos críticos especializados em música foi, em maioria, favorável.
William Ruhlmann, do site AllMusic, o avaliou com quatro estrelas de cinco e escreveu que após lançar quatro álbuns ao vivo anteriormente, talvez parecesse para o público que a artista não precisasse de mais um lançamento desse tipo. No entanto, ele afirma que são em suas apresentações ao vivo em que a artista se destaca e em Radio City Music Hall, há mais do que o suficiente de novo aqui para justificar a aquisição de outro álbum ao vivo de Liza Minnelli. Ele apontou como destaque a balada "Sorry I Asked".
A revista People criticou o lançamento, disse que a voz da cantora estava desgastada e o repertório não era inovador. Afirmou que a cantora "parece mais empenhada em ver até onde sua voz pode chegar do que em quanto ela pode expressar". Como melhores faixas, elegeu "Sorry I Asked" ("amarga e melancólica") e "Stepping Out" ("contagiante e ritmada").
Linda Sanders, da revista Entertainment Weekly, deu uma nota "A". Ela considerou o show polido até o último detalhe e "alguns dos arranjos musicais [os] mais elegantes já registrados". Em relação a Minnelli, notou que a cantora "se destaca como uma mulher poderosa" que combina "a intimidade de um nightclub com o esplendor de Las Vegas.

## Desempenho comercial
Comercialmente, o álbum falhou em aparecer na parada Billboard 200. No entanto, o álbum de vídeo (VHS/LD) alcançou a posição 23 nas parada Top Video Sales, da revista Billboard, em 9 de janeiro de 1993. A Recording Industry Association of America o certificou como disco de ouro nos Estados Unidos, por vendas superiores a 50 mil cópias no país.

## Lista de faixas
- Créditos adaptados do CD Live from Radio City Music Hall, de 1992.[12]

| N.º            | Título                                      | Compositor(es)                                              | Duração |  |
| 1.             | "Overture"                                  | John Kander; Fred Ebb                                       | 0:54    |  |
| 2.             | "Teach Me Tonight"                          | Sammy Cahn; Gene DePaul                                     | 3:51    |  |
| 3.             | "Old Friends"                               | Stephen Sondheim                                            | 2:10    |  |
| 4.             | "Live Alone and Like It"                    | Sondheim                                                    | 3:31    |  |
| 5.             | "Sorry I Asked"                             | Kander; Ebb                                                 | 3:50    |  |
| 6.             | "So What"                                   | Kander; Ebb                                                 | 4:10    |  |
| 7.             | "Sara Lee"                                  | Kander; Ebb                                                 | 3:17    |  |
| 8.             | "Some People"                               | Sondheim; Jule Styne                                        | 5:10    |  |
| 9.             | "Seeing Things"                             | Kander; Ebb                                                 | 5:53    |  |
| 10.            | "Stepping Out"                              | Kander; Ebb                                                 | 1:46    |  |
| 11.            | "I Wanna Get into the Act"                  | Marshall Barer, Mary Rodgers                                | 4:21    |  |
| 12.            | "Men's Medley"                              | Various                                                     | 12:21   |  |
| 13.            | "Imagine"                                   | John Lennon                                                 | 3:36    |  |
| 14.            | "Here I'll Stay / Our Love Is Here to Stay" | George Gershwin; Ira Gershwin / Alan Jay Lerner; Kurt Weill | 5:30    |  |
| 15.            | "There's No Business Like Show Business"    | Irving Berlin                                               | 0:43    |  |
| 16.            | "Stepping Out (Reprise)"                    | Kander; Ebb                                                 | 7:27    |  |
| 17.            | "Theme from New York, New York"             | Kander; Ebb                                                 | 5:33    |  |
| Duração total: | Duração total:                              | Duração total:                                              | 1:14:02 |  |

## Tabelas

### Tabelas semanais
- Home vídeo

| Tabela musical (1993)                      | Melhor posição |
| ------------------------------------------ | -------------- |
| Estados Unidos (Billboard Top Video Sales) | 23             |

## Certificações e vendas
- Referentes aos lançamentos em VHS/LD.[13][14]

| País                  | Certificação | Vendas certificadas |
| --------------------- | ------------ | ------------------- |
| Estados Unidos (RIAA) | Ouro         | 50,000              |